# تشارلز جيمس أودونيل
تشارلز جيمس أودونيل (بالإنجليزية: Charles James O'Donnell)‏ هو سياسي بريطاني (وحمل سابقاً جنسية المملكة المتحدة لبريطانيا العظمى وأيرلندا)، ولد في 1849، وتوفي في 3 ديسمبر 1934. حزبياً، نشط في الحزب الليبرالي. في الانتخابات العامة في المملكة المتحدة 1906 ‏، انتخب عضو برلمان المملكة المتحدة الـ28 عن دائرة Walworth (UK Parliament constituency) ‏ (12 يناير 1906 – 10 يناير 1910).